# Eduardo Morgado
Eduardo Carlos Oliveira Morgado (San Paolo, 19 giugno 1981) è un giocatore di calcio a 5 brasiliano naturalizzato italiano, campione europeo con la nazionale italiana nel 2003.

## Carriera
Inizia a giocare a sei anni preferendo il Futsal rispetto al calcio a 11 perché guadagnava di più. Dopo le prime esperienze in Brasile approda in Italia al Montesilvano e viene anche convocato nella nazionale italiana con la quale vince un Europeo e ottiene un secondo posto al Mondiale. Prova anche l'esperienza di giocare nel campionato spagnolo con l'Azkar Lugo, dove vince la Recoppa, ma, nonostante un contratto di tre anni, non resiste e torna al Montesilvano dove viene nominato capitano e vince una Coppa Italia. Risultato positivo al nandrolone in un controllo antidoping effettuato il 18 ottobre 2008 al termine della partita tra Italia e Russia dei Mondiali di Brasile 2008, il giocatore viene squalificato dalla FIFA per due anni. Scontata la squalifica, nel 2010 passa al Pescara, col quale arriva alla finale scudetto e raggiunge la semifinale di Coppa Italia. Nella stagione 2014-15, da capitano della squadra, vince lo scudetto, che rappresenta il primo sia per la società sia per il giocatore. La stagione seguente il giocatore fa ritorno per la terza volta al Montesilvano. I gabbiani però, al termine di una stagione conclusa al sesto posto, rinunciano all'iscrizione in massima serie e Morgado torna dopo un solo anno al Pescara.

## Palmarès

### Competizioni nazionali
- Campionato italiano: 1

Pescara: 2014-15
- Coppa Italia: 2

Montesilvano: 2006-07
Pescara: 2016-17

### Competizioni internazionali
- Campionato d'Europa: 1

Italia: 2003

### Individuali
- Capocannoniere Serie A: 1

Montesilvano: 2003/2004